# 몽페자 여백작 아테나
몽페자 여백작 아테나(덴마크어: Athena, Countess of Monpezat, 2012년 1월 24일 ~ )는 덴마크 왕자 요아킴의 두 번째 아내 덴마크 왕자빈 마리와의 사이에 태어난 딸이다. 마르그레테 2세 여왕의 손녀이다. 현재 몽페자 여백작 아테나는 덴마크 왕위 계승서열 9위에 있다.